# 293909 Matterhorn
293909 Matterhorn è un asteroide della fascia principale. Scoperto nel 2007, presenta un'orbita caratterizzata da un semiasse maggiore pari a 2,9234732 UA e da un'eccentricità di 0,0890562, inclinata di 10,95452° rispetto all'eclittica.